# Роуз Рапонда
Роуз Кристиан Оссука Рапонда (англ. Rose Christiane Ossouka Raponda нар. 1964) — габонський політик, прем'єр-міністр Габону з 16 липня 2020 — 9 січня 2023, перша жінка-прем'єр-міністр країни Раніше обіймала посаду мера Лібревіля, а згодом — міністра оборони країни лютий 2019 — липень 2020 року.
Рапонда народилася в 1964 році у Лібревілі. За походженням є мпонгве. Рапонда здобула ступінь економіки та державних фінансів у Габонському інституті економіки та фінансів

## Кар'єра
Рапонда працювала генеральним директором з економіки та заступником генерального директора житлового банку Габону.. Обіймала посаду міністра бюджету лютий 2012 — січень 2014 року Рапонда була обрана мером столиці міста Лібревіль 26 січня 2014 року, представляючи правлячу Габонську демократичну партію. Вона була першою жінкою, яка обійняла цю посаду з 1956 року, і обіймала посаду до 2019 року. Вона також була президентом United Cities and Local Governments, Африки.
12 лютого 2019 року Рапонда була призначена міністром оборони Габону президентом Алі Бонго Ондімба після невдалого перевороту у січні 2019 року Рапонда замінила Етьєна Массарда Кабінда Макага, члена родини Бонго, який обіймав цю посаду з 2016 року. 16 липня 2020 року Рапонда була призначена прем'єр-міністром Габону, після того, як її попередника Жульєн Нкохе Бекале було відкликано.. Вона перша жінка, яка обійняла цю посаду. Її призначення — це четверта зміна кабінету Одімбою після невдалого перевороту.